# Hubert Gerbeau
Pour les articles homonymes, voir Gerbeau.
Hubert Gerbeau est un historien et écrivain français né le 17 janvier 1937 à Marseille et mort le 3 avril 2021 dans la même ville,. Passé par plusieurs régions de l'espace francophone, notamment par La Réunion, il est l'auteur de plusieurs essais et romans sur des thèmes tels que l'esclavage.

## Publications

### Thèse de doctorat d’État
- Hubert Gerbeau, L'esclavage et son ombre : l'île de Bourbon aux XIXe et XXe siècles, thèse de doctorat d'Etat, 19 mai 2005 (OCLC 1164586728).. Pour cette thèse de doctorat d’État, Hubert Gerbeau a reçu en 2005 le prix de thèse du Comité national pour la mémoire et l'histoire de l'esclavage[3], 2005.

### Essais
- Martin Luther King, Éditions universitaires, 1968 - réédition en 2008 Les Indes savantes. Biographie  (ISBN 978-2-84654-187-9)
- Les esclaves noirs : pour une histoire du silence, éditions André Balland, 1970 - réédition en 1998 Conseil général de la Réunion et Océan Éditions
- Les esclaves noirs : pour une histoire du silence, Les Indes savantes, 2013. Nouvelle édition améliorée[4],  (ISBN 978-2-84654-311-8)
- Outre-terre, outre-mer : cultures, colonialisme, impérialismes : mélanges pour Jacques Weber. Les Indes savantes, 2019  (ISBN 978-2-84654-478-8) (contribution)

### Romans
- Noc, Le Bretteur, 2004  (ISBN 2-9521103-0-1)
- Lia : d'un paradis à l'autre, Les Indes savantes, 2006  (ISBN 2-84654-153-1)
- La Négresse de paradis, Les Indes savantes, 2008  (ISBN 978-2-84654-258-6)

## Distinctions
- Chevalier de la Légion d'honneur